# Puy Crapaud
Le puy Crapaud est l'un des trois plus hauts sommets de Vendée avec le mont des Alouettes et Saint-Michel-Mont-Mercure. Il culmine à 269 mètres d'altitude au sein des collines de Vendée.